# Karl Schmidt (Jurist)
Karl Albrecht Schmidt (* 25. Juni 1898 in Bayreuth; † 1972 in Bad Reichenhall) war ein deutscher Richter.

## Leben
Schmidt wurde im Mai 1917 zum Militärdienst eingezogen, zog mit dem 18. bayerischen Fußartillerie-Bataillon an die Westfront und machte die Schlacht bei Soissons (1915), die Schlacht um Verdun und die Schlacht von Cambrai mit. Anfang August 1918 wurde er zum Offizierskorps nach Grafenwöhr kommandiert, wo er das Kriegsende erlebte. Anschließend nahm er an der Ludwig-Maximilians-Universität das Studium der Rechtswissenschaft auf. 1930 war er Assessor a. D. und Banksyndikus. Er war von April bis August 1919 Freiwilliger im Freikorps Epp und beteiligte sich an der Niederschlagung der Münchner Räterepublik.
Von 1953 bis 1966 war Schmidt Bundesrichter am Bundesverwaltungsgericht in Berlin.